# 鈴木章仁 (クリエイティブ・ディレクター)
鈴木 章仁（すずき あきひと）は、日本のクリエイティブ・ディレクター、コピーライター、写真家である。湾岸制作所代表。創作ピクニック部ディレクター。

## 作品

### 写真集
- 『日本の海事遺産』[2] （「海の日」特別行事実行委員会[3]　2015年7月）

## 出演

### ラジオ
- ピートのふしぎなガレージ（2016年5月28日、第164話「ピクニック」特集、TOKYO FM）[4]
- 福井謙二 グッモニ（2017年2月3日、第1003回「エンタメいまのうち」ゲスト、文化放送）